# Пшитули (Мазовецьке воєводство)
Пшитули (пол. Przytuły) — село в Польщі, у гміні Красносельц Маковського повіту Мазовецького воєводства.
Населення — 254 особи (2011).
У 1975-1998 роках село належало до Остроленцького воєводства.

## Демографія
Демографічна структура станом на 31 березня 2011 року:
|          | Загалом | Допрацездатний вік | Працездатний вік | Постпрацездатний вік |
| -------- | ------- | ------------------ | ---------------- | -------------------- |
| Чоловіки | 139     | 25                 | 93               | 21                   |
| Жінки    | 115     | 19                 | 66               | 30                   |
| Разом    | 254     | 44                 | 159              | 51                   |